# Halmstads rådhus

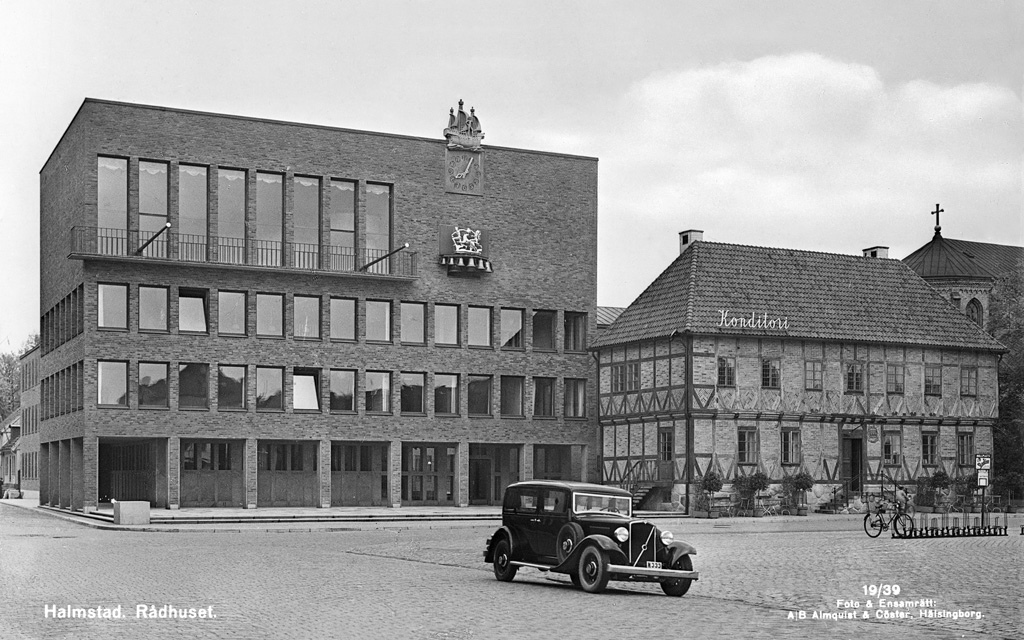
Rådhuset, 1939. Bilen är en Volvo PV658 eller PV659

Halmstads rådhus ligger vid södra sidan av Stora Torg i Halmstad. Det ritades av Yngve Ahlbom och Nils Sterner och invigdes den 18 september 1938. Det ersatte det senare rivna Gamla rådhuset från 1863 vid Hamngatan.
Byggnaden inrymmer Halmstads kommuns politiska ledning och dess administration. Ursprungligen fanns också domstolslokaler i huset, men från kommun- och domstolsreformerna i början av 1970-talet är det en renodlat kommunal byggnad. Tillbyggnaden i södra delen, mot  slottet, ritades av Carl Nyrén och stod klar 1982.
Ahlboms och Sterners ritningar var det vinnande förslaget i en arkitekttävling som anordnades av staden. Andra pris gick till Gunnar Jacobson och Rune Welin medan Ture Rydberg fick tredje pris. Huvudentreprenör var Skånska Cementgjuteriet.

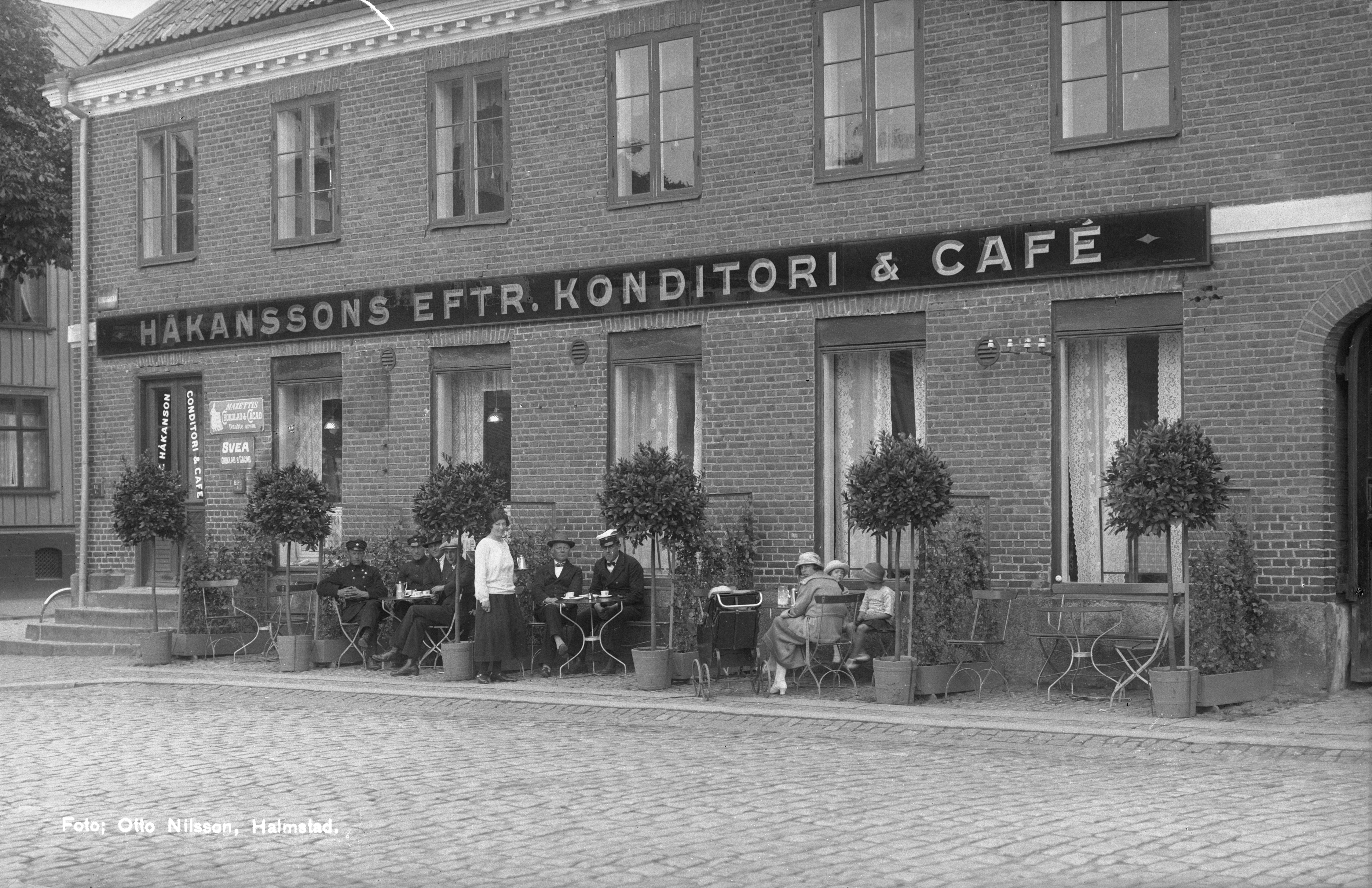
Byggnaden som gjorde plats för rådhuset.

För att göra plats för rådhuset revs en tvåvåningsbyggnad med fasad mot torget. Den inhyste konditoriet Gust. Håkanssons Eftr.

## Konstnärlig utsmyckning
I den äldre delen av rådhuset har konstnärlig utsmyckning integrerats i själva byggnaden. Halmstadgruppens konstnärer har bidragit med många intarsiaarbeten. I den nyare delen har däremot utsmyckning med fristående tavlor, skulpturer och andra konstverk.
Vid rådhuset står sedan 1952 skulpturen Kungamötet av Edvin Öhrström som en referens till mötet på slottet 1619 mellan Gustav II Adolf och Kristian IV.

## Fasaden

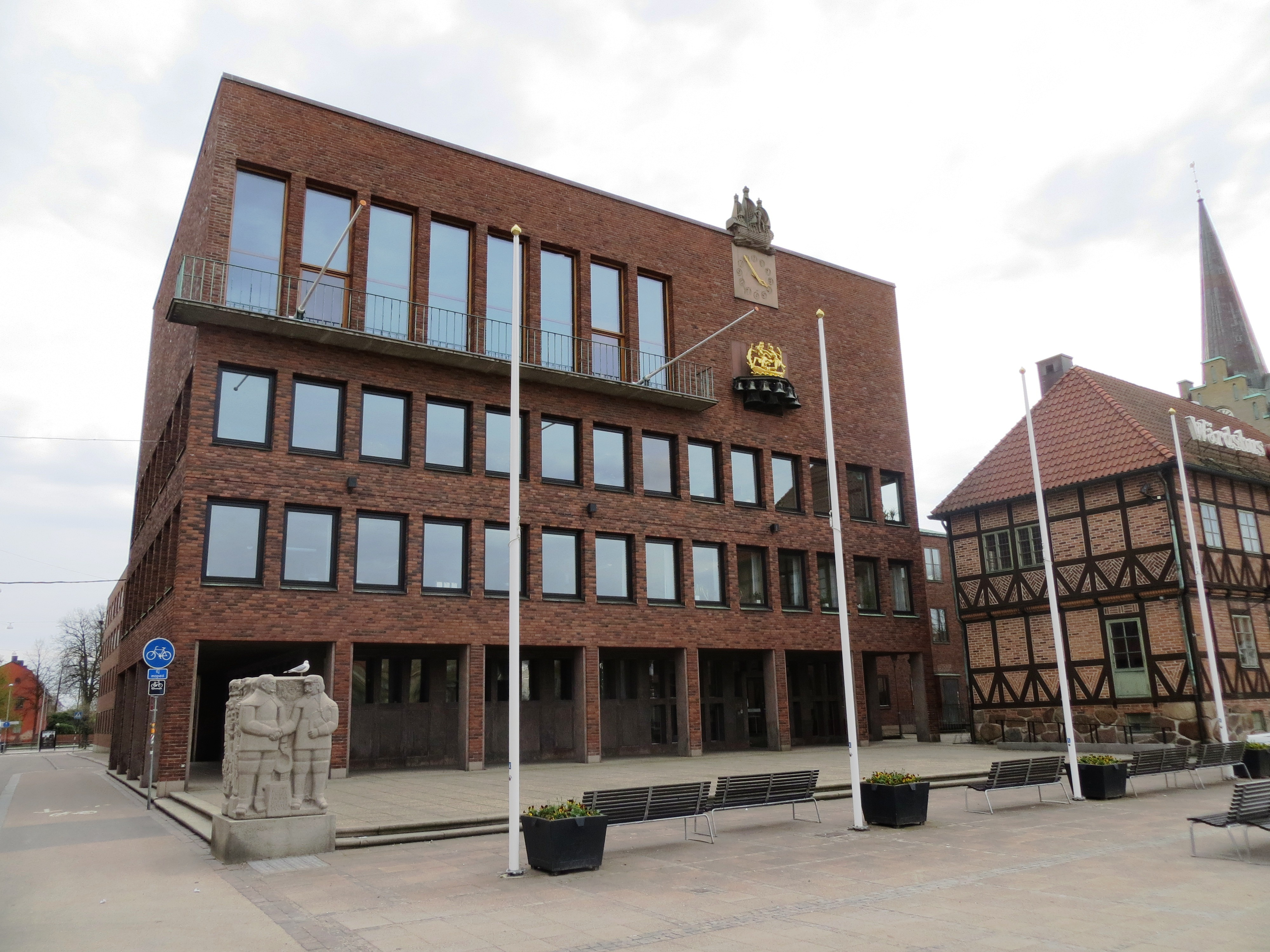
Rådhuset 2012

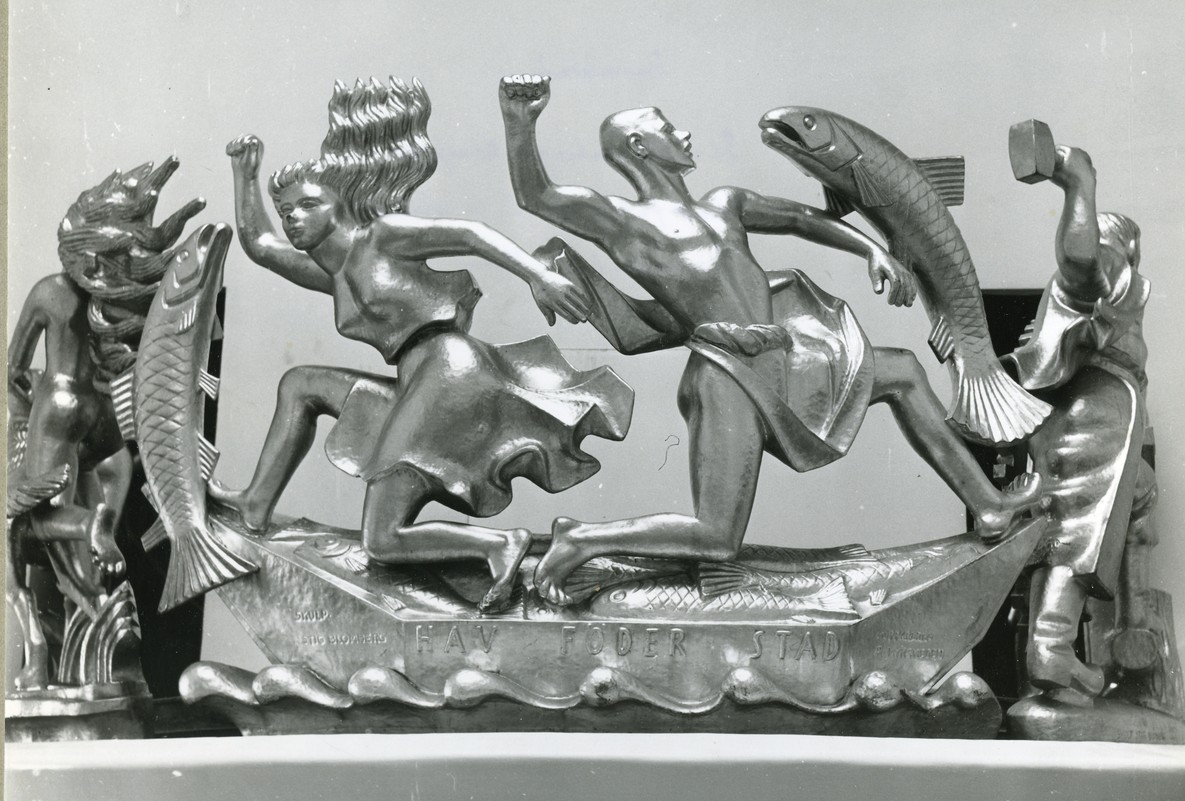
Laxfiskarna i klockspelet

Fasaden mot torget pryds ovanför urtavlan av Stig Blombergs relief i bovallsstrandsgranit, vilken illustrerar den gamla sägnen om pojken som byggde ett skepp som gick över land och vatten. Tegelstenar i fasaderna utmed Hospitals- och Storgatorna har reliefer av Bernard Anderssons tegelreliefer med bilder av bland annat tegelslagning, laxfiskare, folkmyter och nutida folkliv.

## Klockspelet
Fyra skulpturgrupper visar sig på bestämda tider och skiftar varje gång klockorna spelar. Varje grupp har sin melodi: ”Barnens melodi”, ”Fiskarnas melodi”, ”Smedernas sång” och ”Nattvaktens psalm”. De tre första är skrivna av Sven Welin, kantor under många år i  Nikolai kyrka. Nattvaktens psalm är samma melodi som psalmen ”Herre signe du och råde”. 
Grupperna är:
- Barndomsleken med mottot ”Vingarna växa i flykten” – kl 08-12
- Laxfiskarna med mottot ”Hav föder stad” – kl 12-18
- Smederna med mottot ”Järn tämjer järn” – kl 18-21
- Stadens väktare med mottot ”Ära det träd som gav Dig skydd” – kl 21-08

Skulpturen Stadens väktare föreställer en väktare till häst med en brinnande lykta i handen och stadens nyckel hängande vid sidan. Konstnären Stig Blomberg har givit denne den framlidne borgmästaren Georg Bissmarks drag.
Grupperna är utförda av Ragnar Myrsmeden i driven koppar, belagd med bladguld.
Klockspelet byggdes av M & O Ohlssons klockgjuteri.

## Norfolk House
I Norwich i Storbritannien uppfördes 1951 kontorsbyggnaden Norfolk House med en fasad utförd som en spegelvänd kopia av Halmstads rådhus. Huset tillkom på initiativ av affärsmannen Raymond King, som imponerats av rådhusets arkitektur vid ett besök i Halmstad på 1940-talet. Liksom originalet är huset i Norwich utsmyckat med en båtrelief på fasaden.